# 13031 Durance
13031 Durance è un asteroide della fascia principale. Scoperto nel 1989, presenta un'orbita caratterizzata da un semiasse maggiore pari a 2,6028758 UA e da un'eccentricità di 0,1290751, inclinata di 4,25783° rispetto all'eclittica.